# ESO 255-7
ESO 255-7 (również AM 0626-470) – połączona grupa galaktyk, znajdująca się w gwiazdozbiorze Rufy w odległości około 550 milionów lat świetlnych od Ziemi. ESO 255-7 składa się z czterech połączonych ze sobą galaktyk, układających się w kształt łuku. Obiekt widoczny u góry zdjęcia wydaje się być jedną galaktyką, jednak w rzeczywistości na ten element składają się dwa obiekty, z których niższy jest w znacznym stopniu zasłonięty przez pył.